# Si io si! Greatest Hits
Si io si! Greatest Hits è una raccolta del cantante Scialpi pubblicato nel 2001 dalla Self Distribuzione. 
Contiene nuove versioni dei suoi successi e tre inediti: La creazione, Si io si! e Stop!. La nuova versione del brano Pregherei è cantata in duetto con Luisa Corna. È stato anticipato dal singolo Si io si!.

## Tracce
1. La creazione (Scialpi) – inedito
2. A... Amare (Scialpi, E. Moratto)
3. Baciami (Scialpi, Pinelli, Morbelli, Astore)
4. Si io si! (Scialpi, D. Lewis) – inedito
5. No east, no west (F. Migliacci, Scialpi, S. Vitale)
6. Rocking Rolling (F. Migliacci, M. Goldsand, A. Tamborrelli)
7. Stop! (Scialpi) – inedito
8. Il grande fiume (F. Migliacci, Thoty, S. Borzi)
9. Pregherei (feat. Luisa Corna) (F. Migliacci, Red, Scarlett, Scialpi)
10. È una nanna (Scialpi)
11. Mio tesoro (Scialpi)
12. L'io e l'es (F. Migliacci, P. Mango)
13. Cigarettes and coffee (F. Migliacci, Scialpi)